# Valeri Pidluzhnyi
Valeri Pidluzhnyi (Donetsk, Ucrania, 22 de agosto de 1952-4 de octubre de 2021) fue un atleta soviético, especializado en la prueba de salto de longitud en la que llegó a ser medallista de bronce olímpico en 1980.

## Carrera deportiva
En los Juegos Olímpicos de Moscú 1980 ganó la medalla de bronce en el salto de longitud, con un salto de 8.18 metros, quedando en el podio tras los alemanes Lutz Dombrowski (oro con 8.54 m) y Frank Paschek (plata con 8.21 m).